# Dalajláma

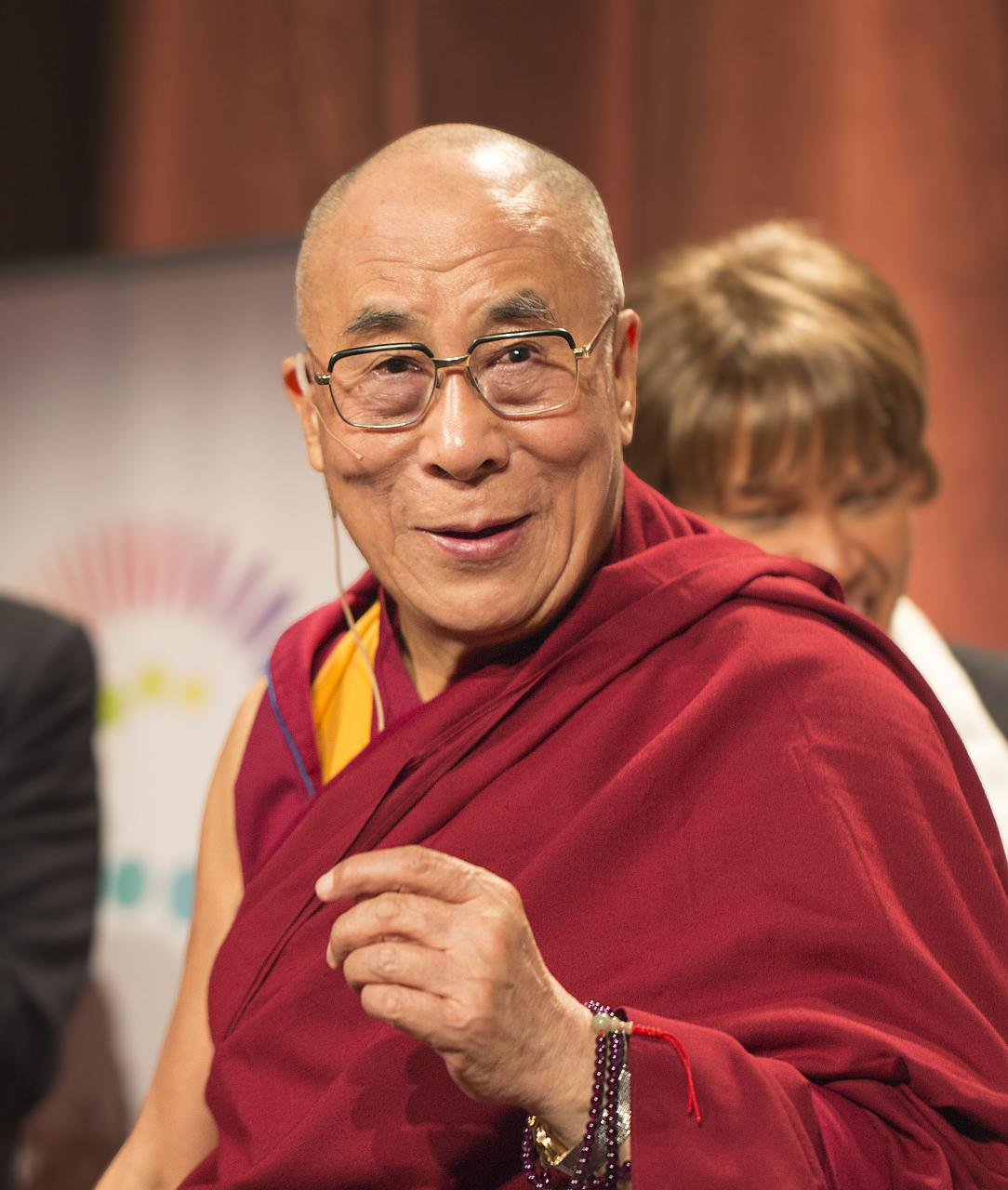
Současný 14. dalajláma Jeho Svatost Tändzin Gjamccho

Dalajláma či dalajlama (tibetsky ཏཱ་ལའི་བླ་མ་; Wylie: taa la'i bla ma, český přepis talai lama) je považován za duchovního vůdce Tibeťanů (dříve i za politického vůdce, tohoto titulu se však 14. dalajláma 10. března 2011 v severoindické Dharamsale vzdal s tímto odůvodněním: „Už v 60. letech jsem opakovaně upozorňoval, že Tibeťané potřebují vůdce zvoleného svobodně tibetským lidem, kterému budu moci předat moc,“ … „Nadešla chvíle tento záměr realizovat.“) Je hlavním světským představitelem školy gelugpa (duchovním je gandänthipa) a jeho tradiční sídlo je ve Lhase, v paláci Potála a Norbulingce.
Každý dalajláma je těmi, kteří ho uznávají, považován za reinkarnaci (tibetsky tulku) předchozího dalajlámy a zároveň za emanaci Avalókitéšvary (tibetsky Čänräzig), bódhisattvy soucitu. Současný 14. dalajláma je Tändzin Gjamccho, který od roku 1959 žije v exilu v indické Dharamsale.

## Etymologie
Samotné slovo dalajláma se skládá ze dvou slov: z mongolského dalaj, což znamená „oceán“, a láma či lama, což je tibetský ekvivalent sanskrtského slova guru. Slovní spojení dalajláma tak doslova znamená „oceánský láma“, čili láma, jehož moudrost a ctnost jsou hluboké jako oceán. V přeneseném slova smyslu bývá výraz dalajláma překládán jako „oceán moudrosti“. Tibeťané používají k oslovení dalajlámy výrazy jako jižin norbu, gjälwa rinpočhe, kundün, gongsa čhenpo či kjabgön.

## Titul
Titul „dalajláma“ byl poprvé udělen mongolským vládcem Altanem-chánem, který jím v roce 1578 obdaroval Sönam Gjamccha. Sönam Gjamccho byl vysoce postavený láma, představený klášterů Sera a Däpung. Byl považován za převtělence (tibetsky tulku) Gendün Gjamccha (1475–1541), což byl převtělenec Gendünduba (1391–1474). Altan-chán pozval Sönam Gjamccha v 70. letech 16. století k mongolskému dvoru. Když až na druhé pozvání Sönam Gjamccho nabídku přijal, vydal se roku 1577 do Mongolska. Na dvoře Altan-chána začal s výukou buddhistické nauky a i sám Altan-chán brzy buddhismus přijal za svůj. Když byla učitelská činnost Sönam Gjamccha v Mongolsku u konce, Altan-chán se rozhodl, že na oplátku Sönam Gjamcchovi udělí titul, který zněl dalajláma.
Titul pak byl zpětně přiznán také Sönam Gjamcchovým dvěma předchůdcům, takže za prvního dalajlámu je dnes považován Gendündub. Když se v roce 1642 stal Ngawang Lozang Gjamccho oficiálně pátým dalajlámou, stal se jako první dalajláma i světským vládcem Tibetu. Už jeho předchůdci zastávali vysoké postavení ve správě státu, avšak až 5. dalajláma se svými činy (reforma státní správy, navázání diplomatických styků s cizími zeměmi atd.) dokázal stát suverénním tibetským vládcem. Za Ngawang Lozang Gjamccha se poprvé naplno rozvinula myšlenka o „božském“ původu dalajlámů. Pátý dalajláma totiž prohlásil sebe, své předchůdce i své nástupce za vtělení bódhisattvy Avalókitéšvary.

## Rozpoznání dalajlámů
Dalajláma je tedy považován za převtělence neboli tulkua. V Tibetu bývá zvykem, že když tulku zemře, hledá se jeho příští zrození. (Jen pro představu, v Tibetu jsou takových tulkuů stovky.) Logicky to je vždy osoba, která se narodila po smrti svého duchovního předchůdce (většinou okolo roku, ale může se jednat i o menší či mnohem větší časový odstup).

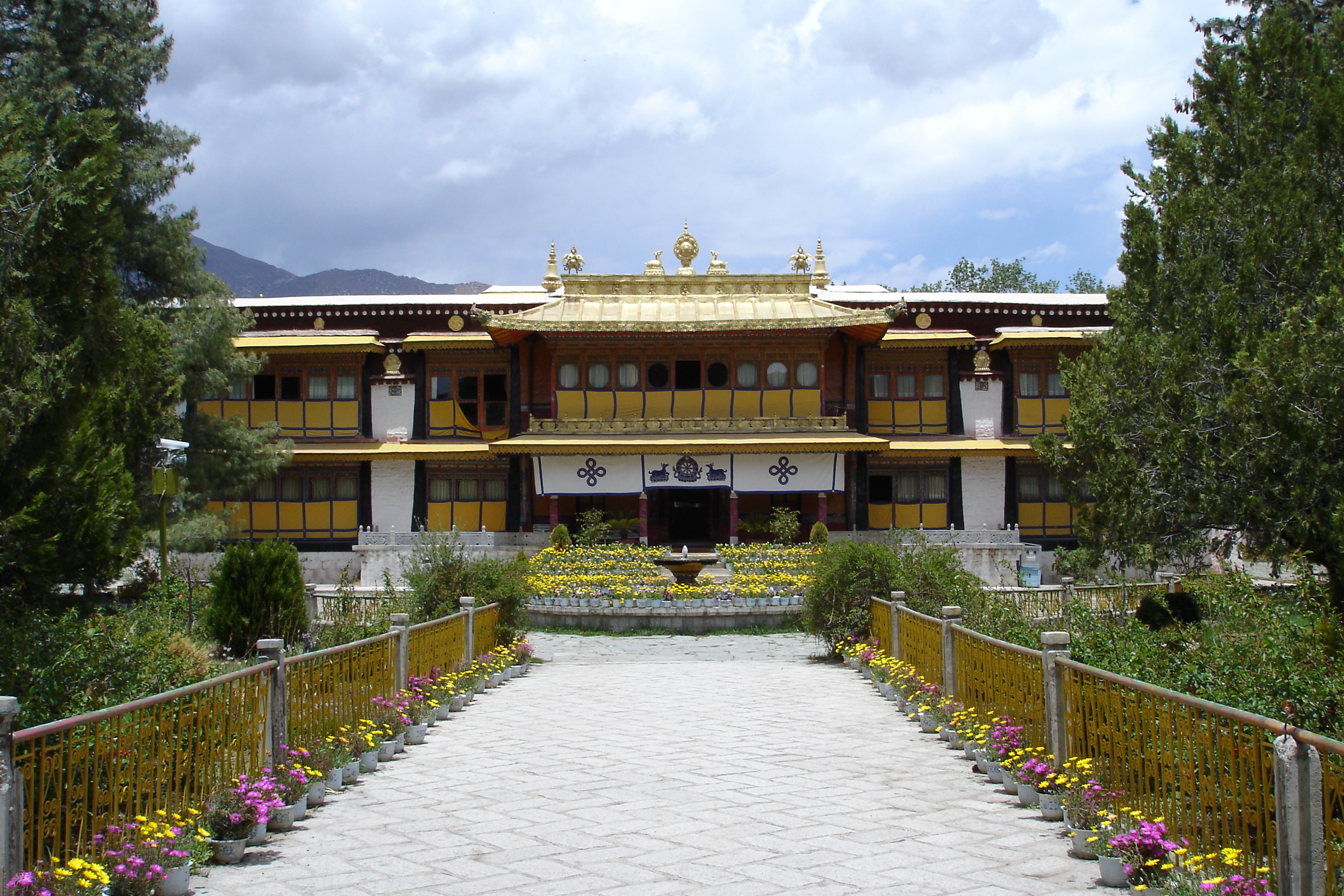
Palác Norbulingka ve Lhase, který od konce 18. století takřka po dvě staletí sloužil jako letní palác dalajlámů

Poté, co dalajláma zemře, tak v příhodné době, kterou určí zodpovědný tulku nebo regenti této linie, se zvláště ustanovená komise z mnichů pustí do vyhledávání dalajlámova nového zrození. Místo, kde mají mniši hledat, může dalajláma za svého života ještě blíže určit sám. Může se tak stát formou „zvláštních znamení“. Jakmile mniši najdou dítě, které považují za vtělení zesnulého dalajlámy, je podrobeno zvláštním zkouškám. Jestliže je úspěšně složí, je slavnostně prohlášeno za nového dalajlámu, vzato od rodiny a vychováváno v klášteře, kde se mu dostane vzdělání a dalších náležitostí potřebných pro vykonávání funkce dalajlámy. Poté, co dalajláma svá studia završí, je do své funkce slavnostně intronizován. V době studií za dalajlámu vládne regent.

## Současná situace
Současný 14. dalajláma Tändzin Gjamccho (*1935) je nucen od roku 1959 žít v exilu, a to v Dharamsale v indickém státě Himáčalpradéš. Vlivem velmi nejisté situace v Tibetu, kdy se čínská strana snaží kontrolovat veškeré významné převtělence a zasahovat do vnitřních záležitostí tibetských buddhistů (jako se jí to podařilo např. v případě pančhenlámy) se v poslední době 14. dalajláma nechává slyšet, že jeho příští zrození nemusí být v Tibetu, jako tomu bylo u jeho předchůdců. Také připustil možnost, že se už v příštích letech zrodit více nemusí (čili že bude posledním tulkuem v linii a odejde dočasně do jiných světů) nebo může jeho příští zrozením být žena. Je také možné, že nástupce současného dalajlámy bude vybrán demokratickými cestami, tzn. volbou podle schopností. V takovém případě by se však již nejednalo o tulkua předchozích dalajlámů, ale čistě o představitele tibetského národa. V roce 2025 Gjamccho uvedl, že bude mít svého nástupce, který však s nejvyšší pravděpodobnost nebude původem z Číny.

## Seznam dalajlámů
Následující tabulka zachycuje seznam osob, které byly kdy rozpoznány jako převtělenci dalajlámů, byť někteří z nich se faktické vlády nedočkali:
|     | obrázek | Jméno                   | Životní data | Ve funkci                       | Tibetsky/Wylie                          |
| --- | ------- | ----------------------- | ------------ | ------------------------------- | --------------------------------------- |
| 1.  |         | Gendündub               | 1391–1474    | *)                              | དྒེ་འདུན་འགྲུབ་ dge ‘dun ‘grub               |
| 2.  |         | Gendün Gjamccho         | 1475–1542    | *)                              | དགེ་འདུན་རྒྱ་མཚོ་ dge ‘dun rgya mtsho        |
| 3.  |         | Sönam Gjamccho          | 1543–1588    | 1578–1588                       | བསོད་ནམས་རྒྱ་མཚོ་ bsod nams rgya mtsho      |
| 4.  |         | Jöntän Gjamccho         | 1589–1617    | 1601–1617                       | ཡོན་ཏན་རྒྱ་མཚོ་ yon tan rgya mtsho          |
| 5.  |         | Ngawang Lozang Gjamccho | 1617–1682    | 1642–1682                       | བློ་བཟང་རྒྱ་མཚོ་ blo bzang rgya mtsho        |
| 6.  |         | Cchangjang Gjamccho     | 1683–1706    | 1697–1706                       | ཚང་དབྱངས་རྒྱ་མཚོ་ tshang dbyangs rgya mtsho |
| 7.  |         | Lozang Kalzang Gjamccho | 1708–1757    | 1751–1757                       | བསྐལ་བཟང་རྒྱ་མཚོ་ bskal bzang rgya mtsho    |
| 8.  |         | Džampal Gjamccho        | 1758–1804    | 1786–1804                       | བྱམས་སྤེལ་རྒྱ་མཚོ་ byams spel rgya mtsho      |
| 9.  |         | Lungtog Gjamccho        | 1805–1815    | 1808–1815                       | ལུང་རྟོགས་རྒྱ་མཚོ་ lung rtogs rgya mtsho      |
| 10. |         | Cchulthim Gjamccho      | 1816–1837    | 1822–1837                       | ཚུལ་ཁྲིམ་རྒྱ་མཚོ་ tshul khrim rgya mtsho      |
| 11. |         | Khädub Gjamccho         | 1838–1856    | 1844–1856                       | མཁས་གྲུབ་རྒྱ་མཚོ་ mkhas grub rgya mtsho      |
| 12. |         | Thinlä Gjamccho         | 1857–1875    | 1860–1875                       | འཕྲིན་ལས་རྒྱ་མཚོ་ ‘phrin las rgya mtsho      |
| 13. |         | Thubtän Gjamccho        | 1876–1933    | 1895–1933                       | ཐུབ་བསྟན་རྒྱ་མཚོ་ thub bstan rgya mtsho      |
| 14. |         | Tändzin Gjamccho        | 1935         | od 1950 (v současnosti v exilu) | བསྟན་འཛིན་རྒྱ་མཚོ་ bstan ‘dzin rgya mtsho    |

(*) Titul „dalajláma“ byl udělen prvnímu a druhému dalajlámovi posmrtně.